# Manoir de Vaumadeuc
Le manoir de Vaumadeuc est situé sur la commune de Pléven dans les Côtes-d'Armor.
Il fait l’objet d’une inscription au titre des monuments historiques depuis le 4 février 1926.

## Historique
Dès le XIIIe siècle existait un manoir appartenant aux seigneurs de Gué-Madeuc.

## Architecture
Le manoir de Vaumadeuc présente une façade renaissance bretonne du XVe siècle, un parc intimiste, un pigeonnier, une roseraie et un étang.